# El Cortez Apartment Hotel
El Cortez Apartment Hotel es un hotel e hito de San Diego, California. Construido entre 1926 a 1927, con sus 98 m de altura, El Cortez fue el edificio más alto de San Diego cuando fue inaugurado. Está situado en una colina en el extremo norte del centro de San Diego, donde dominó el panorama de la ciudad por muchos años. Desde su apertura en 1927 hasta los años 1950, fue el hotel-apartamento más glamuroso de San Diego. El gran letrero de "El Cortez", en la cual es iluminado en la noche, fue añadido en 1937 y podía ser visto desde millas.  En los años de 1950, el primer elevador exterior de cristal  y la primera acera de movimiento motorizada fueron construidas en El Cortez.  A finales de los años 1960 y 1970,  El Cortez pasó por tiempos difíciles. El Cortez fue cerrado como un hotel en 1978 cuando fue comprado por el evangelista Morris Cerullo para funcionar como una escuela evangelista.  Cerullo vendió la propiedad en 1981, y El Cortez estuvo a punto de ser demolido hasta que la Junta de Sitios Históricos de San Diego lo designó como un sitio histórico en 1990. Fue agregado al Registro Nacional de Lugares Históricos en 2002. Mucho de los elementos originales permanecieron intactos, aunque el interior fue modificado. El edificio es uno de los 30 edificios más altos en San Diego, basado en su altura de 310 ft (94 m).